# Новокрасне (Новоукраїнський район)
Новокра́сне — село в Україні, у Мар'янівській сільській громаді Новоукраїнського району Кіровоградської області. Населення становить 83 осіб.

## Населення
Згідно з переписом УРСР 1989 року чисельність наявного населення села становила 119 осіб, з яких 48 чоловіків та 71 жінка.
За переписом населення України 2001 року в селі мешкало 117 осіб.

### Мова
Розподіл населення за рідною мовою за даними перепису 2001 року:
| Мова       | Відсоток |
| ---------- | -------- |
| українська | 94,02 %  |
| російська  | 4,27 %   |
| білоруська | 1,71 %   |